# آيت امعي 3 (أكلموس)
آيت امعي 3 هي إحدى مشيخات المملكة المغربية، تتبع جغرافيا لإقليم خنيفرة وإداريًا لأكلموس. يقدر عدد سكانها بـ 2525 نسمة حسب الإحصاء الرسمي للسكان والسكنى لسنة 2004.